# Brian Jensen (voetballer, 1975)
Brian Paldan Jensen (Kopenhagen, 8 juni 1975) is een Deens profvoetballer die als doelman speelt.
Jensen begon bij B.93 waar hij debuteerde in het eerste team. In 1997 werd hij na een jeugdtoernooi in Nederland gecontracteerd door AZ wat hem eerst verhuurde aan Hvidovre uit zijn vaderland waardoor hij ook zijn studie voor elektricien af kon ronden. Voor AZ debuteerde hij op 23 mei 1999 als basisspeler in de Eredivisiewedstrijd thuis tegen MVV (4-2) als vervanger van de geblesseerde Oscar Moens. In 2000 ging Jensen naar Engeland waar hij bij West Bromwich Albion in de First Division ging spelen. In het seizoen 2000/01 was hij de vaste doelman en in 2002 promoveerde hij met zijn club naar de Premier League. Van medio 2003 tot medio 2013 kwam Jensen uit voor Burnley. Hij werd al snel een vaste waarde in het team in de Championship en ook tijdens het ene seizoen in de Premier League (2009/10) was hij de vaste doelman van Burnley. Vanaf 2011 kwam hij echter nauwelijks meer aan bod en in het seizoen 2013/14 speelde hij voor Bury in de League Two. In het seizoen 2014/15 speelde Jensen voor Crawley Town in de League One en van 2015 tot 2017 in de League Two voor Mansfield Town. In het seizoen 2017/18 speelde Jensen in Noord-Ierland voor Crusaders waarmee hij de NIFL Premiership won.